# Robert Keyes
Robert Keyes fue un miembro del grupo de provinciales católicos ingleses que planearon la Conspiración de la pólvora, un intento de asesinar al rey Jacobo I volando la Cámara de los Lores por los aires durante la ceremonia de apertura del Parlamento, que se celebró el 5 de noviembre de 1605. Fue el sexto hombre en unirse al complot.
A diferencia de otros conspiradores, Keyes no era especialmente rico. Robert Catesby, el cabecilla del grupo, le encomendó el cuidado de los explosivos almacenados en sus propiedades de Londres. Cuando se destapó la conspiración, Keyes huyó de la ciudad, pero fue arrestado en Warwickshire días después. Se le sometió a juicio junto con sus compañeros y fue declarado culpable, ahorcado, arrastrado y descuartizado en enero de 1606.

## Vida antes de 1604
Keyes nació alrededor de 1565, hijo del rector protestante de Staveley, al norte de Derbyshire. Su madre era hija de sir Robert Tyrwhitt, de Kettleby, Lincolnshire, y estaba emparentada con los Babthorpes de Osgodby, que eran católicos. Elizabeth Tyrrwhitt, prima de Robert, estaba casada con otro de los conspiradores, Ambrose Rookwood. En 1604, Robert ya se había convertido al catolicismo. Su mujer, Christina, con la que se había casado cuando esta era una viuda, era la institutriz de Henry Mordaunt, IV barón de Mordaunt, que vivía en Drayton, en Northamptonshire.

## Conspiración de la pólvora
Los católicos ingleses esperaban que con la llegada de Jacobo I al trono se pondría fin a su persecución, porque este aparentaba ser más tolerante que su predecesora, reina Isabel I. Sin embargo, Robert Catesby, un fanático de Ashby St. Ledgers, no quedó muy impresionado por la nueva dinastía real. Así pues, planeó el asesinato del rey Jacobo, para lo cual volaría con pólvora la Cámara de los Lores, localizada en el Palacio de Westminster. Esperaba que esta acción diera lugar a una revuelta popular que instalaría en el trono como reina titular a la hija de Jacobo, la princesa Isabel. El papel de Keyes en esta acción, a la que se unió en octubre de 1604, consistía en cuidar de la pólvora y otros artefactos almacenados en la casa de Catesby en Lambeth.
El cura jesuita John Gerard describió a Keyes como «un hombre serio y sobrio, con gran ingenio y suficiencia». El padre Oswald Tesimond aseguró que Keyes «había experimentado la persecución en sus propias carnes, habiendo incluso perdido sus bienes a causa de ella», mientras que la imagen que de él tenía el historiador Cyril Northcote Parkinson era la de un «hombre desesperado, arruinado y endeudado». Era alto y tenía barba roja; pese a su relativa pobreza, Catesby dijo de él que era «un hombre honesto en el que se podía confiar» y es posible que le pagara por sus servicios. Al igual que Guy Fawkes, se le creía capaz de cuidarse de sí mismo. Varios conspiradores se mostraron preocupados por los católicos que estuvieran en el Parlamento en el momento de la planeada explosión; Keyes se preocupó en particular por lord Mordaunt, el empleador de su mujer. Sugirió, pues, que se le avisase, pero Catesby se negó de pleno, asegurando que no sería capaz de mantener el secreto.
Keyes y su primo político, Ambrose Rookwood, pasaron la noche anterior al día pensado para la explosión en la casa de Elizabeth More, cerca de Temple Bar. Fawkes, a cuyo cargo estaban los explosivos situados debajo de la Cámara de los Lores, los visitó al anochecer. Horas después, sería detenido.

## Fracaso y muerte
En cuanto Keyes supo que habían detenido a Fawkes, se montó en su caballo y huyó hacia las Tierras Medias. Rookwood, que iba camino de avisar a Catesby y el resto de lo ocurrido, lo alcanzó en Highgate. Una vez se hubieron reunido con Catesby, Percy, Thomas Bates y John y Christopher Wright, se separó del grupo y puso rumbo a la casa de Mordaunt, en Drayton. Allí fue identificado como sospechoso el 6 de noviembre y lo arrestaron días después.
Los conspiradores fueron sometidos a juicio en Westminster Hall el 27 de enero de 1606. Pese a que todos menos Diby dijeron ser inocentes, fueron declarados culpables. A todos se les permitió hablar «para evitar que se pronunciara la pena de muerte». Keyes no intentó excusar sus acciones y alegó que «la muerte está tan bien ahora como en cualquier otro momento»; asimismo, aseguró que era mejor morir que «vivir entre tanta tiranía». El jesuita Oswald Tesimond escribió, en su Narrative, lo siguiente sobre la defensa de Keyes:

Aseguró que había luchado por el bien común. Esto es, esperaba que la tierra de la que era oriundo se convirtiera a la fe católica. La violencia de la presente persecución lo había empujado a participar de la conspiración.

El 31 de enero de 1606, Keyes, Rookwood, Thomas Wintour y Fawkes fueron llegados al Old Palace Yard de Westminster para ser ahorcados, arrastrados y descuartizados. Rockwood y Wintour fueron los primeros en subir al patíbulo. Con cara triste, ascendió «firmemente» por la escalera, pero con la soga alrededor de su cuello, se lanzó, presumiblemente deseando una muerte rápida. Sin embargo, el cabestro se rompió y lo llevaron a una piedra para completar la sentencia.

### Citas
1. 1 2  Haynes, 2005, p. 55.
2. ↑  Bengsten, 2005, p. 125.
3. ↑  Fraser, 2005, p. 131.
4. ↑  Fraser, 2005, pp. 41-42.
5. ↑  «The Enduring Memory of the Gunpowder Plot» (en inglés). British Broadcasting Corporation. 5 de noviembre de 2009. Consultado el 3 de agosto de 2018.
6. ↑  Fraser, 2005, p. 140.
7. ↑  Fraser, 2005, pp. 120, 130-131.
8. ↑  Gerard y Morris, 1871, p. 87.
9. 1 2  Tesimond, 1973, p. 214.
10. ↑  Northcote Parkinson, 1976, p. 96.
11. ↑  Northcote Parkinson, 1976, pp. 62-63.
12. ↑  Haynes, 2005, p. 82.
13. ↑  Simons, 1963, p. 157.
14. ↑  Fraser, 2005, pp. 201-203.
15. ↑  Fraser, 2005, pp. 204-205.
16. ↑  Fraser, 2005, p. 211.
17. ↑  Fraser, 2005, p. 235.
18. ↑  Fraser, 2005, p. 270.
19. ↑  Fraser, 2005, p. 271.
20. ↑  Fraser, 2005, pp. 263-271, 358.
21. ↑  Fraser, 2005, pp. 282-283.